# Aplocera cotangens
Aplocera cotangens är en fjärilsart som beskrevs av Fritsch 1911. Aplocera cotangens ingår i släktet Aplocera och familjen mätare. Inga underarter finns listade i Catalogue of Life.